# Marcus Wadsak

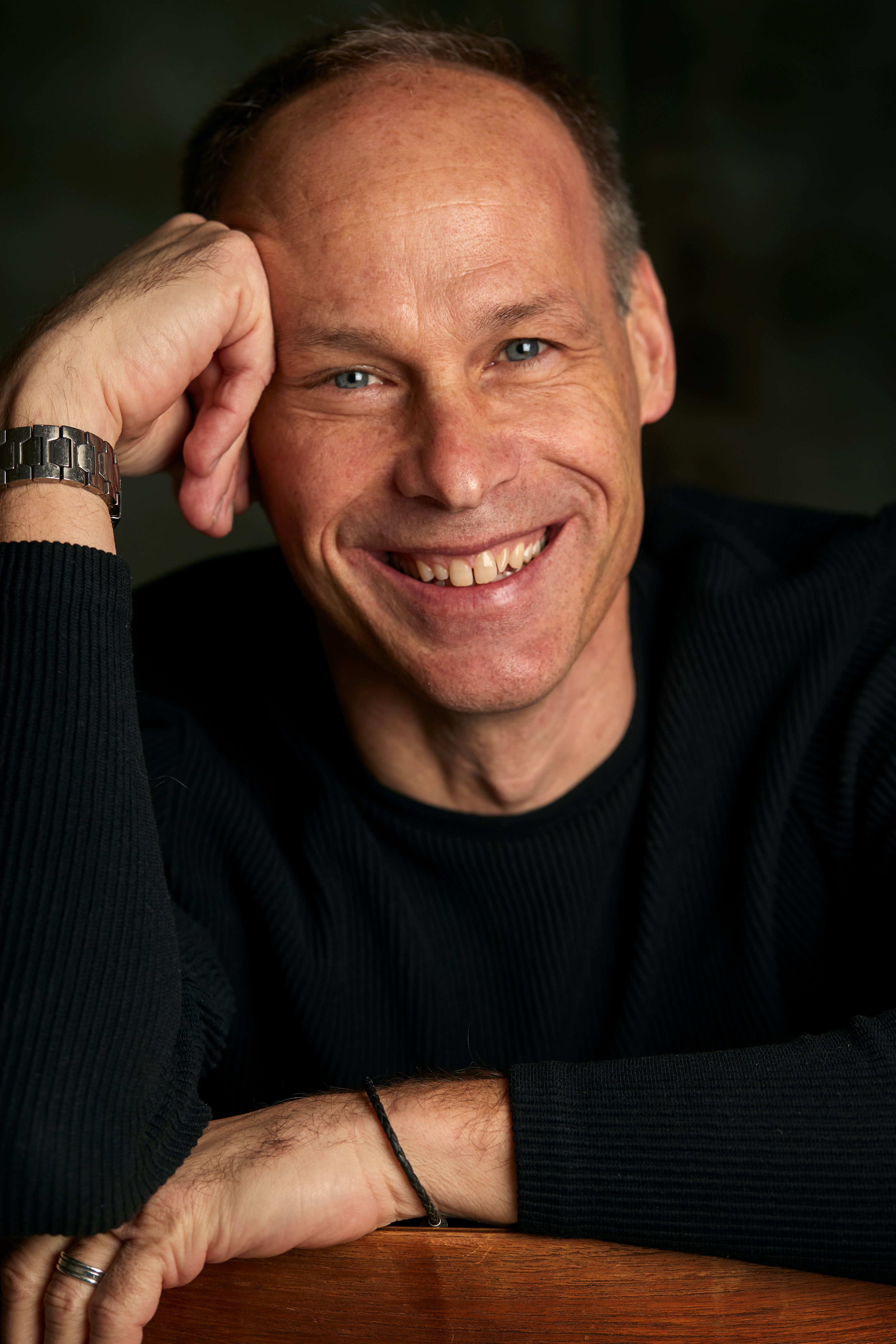
Marcus Wadsak, Meteorologe (2020)

Marcus Wadsak (* 5. Oktober 1970 in Wien) ist ein österreichischer Wettermoderator, Meteorologe und Sachbuchautor.

## Leben und Karriere
Wadsak maturierte 1989. Sein Meteorologie-Studium an der Universität Wien schloss er 1997 ab. Im Jahr 1995 kam er zum ORF. Dort war er jahrelang Wetter-Anchor im Ö3-Wecker. Seit dem 19. Juli 2004 moderiert er das ZiB-Wetter. Wadsak leitete ab 2012 die ORF-Wetterredaktion, 2024 folgte ihm Daniel Zeinlinger als Ressortleiter für das Wetter nach.
2019, 2021 und 2023 wurde er zum „Journalisten des Jahres“ in der Kategorie Wissenschaft gewählt. Er ist Gründungsmitglied von „Klima ohne Grenzen“ („Climate Without Borders“) und seit 2021 auch European Climate Pact Ambassador.

## Publikationen
- 2010: Donnerwetter! 201 Fakten über Sonne, Wind und Regen, Edition A, Wien 2010, ISBN 978-3-99001-016-7
- 2020: Klimawandel: Fakten gegen Fake & Fiction, Braumüller Verlag, Wien 2020, ISBN 978-3-99100-303-8
- 2022: Letzte Generation, Braumüller Verlag, Wien 2022, ISBN 978-3-99100-350-2
- 2025: Klimawandel gibt es (nicht), Braumüller Verlag, Wien 2025, ISBN 978-3-99100-416-5